# 高原榮重
高原榮重（たかはら ひでしげ、1924年 - ）は、筑波大学農林工学系・教授。第5回日本公園緑地協会北村賞受賞。徳島県生まれ。1949年京都大学農学部林学科卒業。1982年から筑波大学農林工学系・教授。退官後、(株)オオバの技術顧問。農学博士。
著書に『環境科学〈2〉人間社会系』（編集、朝倉書店、2012年）『環境科学』（編集、朝倉書店、2010年、1989年）
『都市緑地』（鹿島出版会、1988年）『緑地施設の設計 : 造園意匠論』（共著、鹿島出版会、1978年）『都市緑地の計画』（鹿島研究所出版会、1974年）『园林设计 : 造园意匠论』（共著、索靖之, 任震方, 王恩庆译（訳）中國建築工業出版社、1984年）など。

## 参考
- 高原榮重, 田中正人「小公園の構成要素と機能的制約」『造園雑誌』第50巻第5号、1986年、233-238頁、doi:10.5632/jila1934.50.5_233。
- 薩川明世, 高原榮重「樹形の予測手法に関する計量的研究」『造園雑誌』第47巻第5号、1983年、195-200頁、doi:10.5632/jila1934.47.5_195。
- 全国試験研究機関名鑑1985